# Mi Velorum
Mi Velorum (μ Vel) – gwiazda w gwiazdozbiorze Żagla, będąca olbrzymem typu widmowego G. Znajduje się około 117 lat świetlnych od Słońca. Jak wiele jasnych gwiazd południowego nieba nie ma nazwy własnej.

## Charakterystyka
Mi Velorum jest żółtym olbrzymem, który rozpoczął życie 360 milionów lat temu jako biało-niebieska gwiazda typu widmowego B. Obecnie reakcje syntezy w jądrze ustały i gwiazda znajduje się w krótkiej fazie ewolucji przed przemianą w czerwonego olbrzyma. Gwiazdę Mi Velorum cechuje nietypowa aktywność magnetyczna, przejawiająca się rozbłyskami w paśmie rentgenowskim, pomimo spowolnienia tempa obrotu gwiazdy związanego z wejściem w fazę olbrzyma (aktywność magnetyczną gwiazd tłumaczy się przez mechanizm dynama magnetohydrodynamicznego).
Jest to gwiazda podwójna. W odległości 2,1 sekundy kątowej od olbrzyma znajduje się gwiazda ciągu głównego (typu G lub F) o jasności trzy razy większej niż jasność Słońca i masie 1,2 M☉. Ocenia się, że obie gwiazdy są w średniej odległości 51 au i okrążają wspólny środek masy co 138 lat. Duży mimośród orbity sprawia, że zbliżają się na dystans 8 au i oddalają na 93 au; te warunki sprawiają, że prawdopodobieństwo przetrwania planet w tym układzie jest bardzo małe. Parametry orbitalne są znane z dużą niepewnością.